# Siegfried (réalisateur)
Pour les articles homonymes, voir Siegfried.
Siegfried Debrébant,  ditSiegfried ou Sig, est un réalisateur de cinéma et compositeur de musiques de films français, né le 23 janvier 1973 à Paris et mort dans la même  ville le 3 octobre 2024,. Il a également utilisés les pseudonymes Christophe Lainard, DJ Lez et Lez. Il a été le leader d'un groupe nommé Zig Trio (ou Зиг Трио).

## Biographie
Siegfried quitte sa famille et l'école quand il a 16 ans mais poursuit ses études au Conservatoire de musique de Paris. Il joue du violoncelle, du piano, des percussions. Il voyage à l'étranger. il rencontre Roschdy Zem et fait avec lui un de ses premiers court-métrage, La Faim.

## Filmographie

### En tant que compositeur
- 1996 : No happy end (court-métrage) d'Olivier Megaton
- 1998 : À vendre de Laetitia Masson
- 1998 : Louise (take 2) (+ réalisation). Le film a été présenté à Cannes en sélection officielle Un certain regard[4].
- 2003 : Sansa (+ réalisation), film présenté au festival du cinéma français de Moscou en décembre 2004[5] et à la Quinzaine des Réalisateurs du festival de Cannes.
- 2004 : Shizo (Shiza) de Guka Omarova
- 2005 : Chok-Dee de Xavier Durringer
- 2011 : Hiver rouge (téléfilm) de Xavier Durringer

### En tant que réalisateur
- 1995 : La Toile (court-métrage)
- 1995 : La Dame (court-métrage)
- 1996 : La Faim (court-métrage), sélectionné au Festival de Cannes dans la section Cinémas en France[6].
- 1997 : C'est Noël déjà (court-métrage)
- 1998 : Louise (take 2) avec Élodie Bouchez
- 2003 : Sansa
- 2008 : Kinogamma - Part 1: East
- 2008 : Kinogamma - Part 2: Far East
- 2011 : Kids Stories
- 2017 : Riga (Take 1)
- 2021 : Bengali Variation

## Distinction
- Festival de la fiction TV de La Rochelle 2011 : meilleure musique pour Hiver rouge[7].